# Эйкю
Эйкю (яп. 永久 эйкю:) — девиз правления (нэнго) японского императора Тоба, использовавшийся с 1113 по 1118 год.

## Продолжительность
Начало и конец эры:
- 13-й день 7-й луны 4-го года Тэнъэй (по юлианскому календарю — 25 августа 1113);
- 3-й день 4-й луны 6-го года Эйкю (по юлианскому календарю — 25 апреля 1118).

## Происхождение
Название нэнго было заимствовано из классического древнекитайского сочинения Ши цзин: др.-кит. 「吉甫燕喜、既多受祉、来帰自鎬、我行永久」.

## События
- 1113 год (4-я луна 1-го года Эйкю) — Фудзивара-но Тадасанэ был наречён кампаку[6];
- 1113 год (4-я луна 1-го года Эйкю) — император Тоба посетил синтоистские храмы Мацуноо (яп. 松尾大社) и Китано Тэмман-гу (яп. 北野天満宮). Император нередко под предлогом посещения святилищ отлучался из императорского дворца, поскольку в ином случае этого ему не позволял делать дворцовый этикет[6];
- 1113 год (10-я луна 1-го года Эйкю) — император посетил храмы на горе Хиэй в окрестностях Киото[6];
- 1113 год (11-я луна 1-го года Эйкю) — император отметил визитом храмы Инари (яп. 稲荷神社) и Ясака[6].

## Сравнительная таблица
Ниже представлена таблица соответствия японского традиционного и европейского летосчисления. В скобках к номеру года японской эры указано название соответствующего года из 60-летнего цикла китайской системы гань-чжи. Японские месяцы традиционно названы лунами.
| 1-й год Эйкю (Водяная Змея)      | 1-я луна*      | 2-я луна*              | 3-я луна  | 3-я луна* (високосная) | 4-я луна* | 5-я луна  | 6-я луна* | 7-я луна   | 8-я луна    | 9-я луна               | 10-я луна* | 11-я луна  | 12-я луна      |
| -------------------------------- | -------------- | ---------------------- | --------- | ---------------------- | --------- | --------- | --------- | ---------- | ----------- | ---------------------- | ---------- | ---------- | -------------- |
| Юлианский календарь              | 20 января 1113 | 18 февраля             | 19 марта  | 18 апреля              | 17 мая    | 15 июня   | 15 июля   | 13 августа | 12 сентября | 12 октября             | 11 ноября  | 10 декабря | 9 января 1114  |
| 2-й год Эйкю (Деревянная Лошадь) | 1-я луна*      | 2-я луна*              | 3-я луна  | 4-я луна*              | 5-я луна* | 6-я луна  | 7-я луна* | 8-я луна   | 9-я луна*   | 10-я луна              | 11-я луна  | 12-я луна  |                |
| Юлианский календарь              | 8 февраля 1114 | 9 марта                | 7 апреля  | 7 мая                  | 5 июня    | 4 июля    | 3 августа | 1 сентября | 1 октября   | 30 октября             | 29 ноября  | 29 декабря |                |
| 3-й год Эйкю (Деревянная Коза)   | 1-я луна*      | 2-я луна               | 3-я луна* | 4-я луна               | 5-я луна* | 6-я луна* | 7-я луна  | 8-я луна*  | 9-я луна    | 10-я луна*             | 11-я луна  | 12-я луна  |                |
| Юлианский календарь              | 28 января 1115 | 26 февраля             | 28 марта  | 26 апреля              | 26 мая    | 24 июня   | 23 июля   | 22 августа | 20 сентября | 20 октября             | 18 ноября  | 18 декабря |                |
| 4-й год Эйкю (Огненная Обезьяна) | 1-я луна       | 1-я луна* (високосная) | 2-я луна  | 3-я луна*              | 4-я луна  | 5-я луна* | 6-я луна* | 7-я луна   | 8-я луна*   | 9-я луна               | 10-я луна* | 11-я луна  | 12-я луна      |
| Юлианский календарь              | 17 января 1116 | 16 февраля             | 16 марта  | 15 апреля              | 14 мая    | 13 июня   | 12 июля   | 10 августа | 9 сентября  | 8 октября              | 7 ноября   | 6 декабря  | 5 января 1117  |
| 5-й год Эйкю (Огненный Петух)    | 1-я луна*      | 2-я луна               | 3-я луна  | 4-я луна*              | 5-я луна  | 6-я луна* | 7-я луна* | 8-я луна   | 9-я луна*   | 10-я луна              | 11-я луна* | 12-я луна  |                |
| Юлианский календарь              | 4 февраля 1117 | 5 марта                | 4 апреля  | 4 мая                  | 2 июня    | 2 июля    | 31 июля   | 29 августа | 28 сентября | 27 октября             | 26 ноября  | 25 декабря |                |
| 6-й год Эйкю (Земляная Собака)   | 1-я луна*      | 2-я луна               | 3-я луна  | 4-я луна*              | 5-я луна  | 6-я луна* | 7-я луна  | 8-я луна*  | 9-я луна    | 9-я луна* (високосная) | 10-я луна  | 11-я луна* | 12-я луна      |
| Юлианский календарь              | 24 января 1118 | 22 февраля             | 24 марта  | 23 апреля              | 22 мая    | 21 июня   | 20 июля   | 19 августа | 17 сентября | 17 октября             | 15 ноября  | 15 декабря | 13 января 1119 |

* звёздочкой отмечены короткие месяцы (луны) продолжительностью 29 дней. Остальные месяцы длятся 30 дней.